# Lista de últimos monarcas da África
Segue a lista de últimos monarcas da África.
Os países que a rainha Isabel II do Reino Unido foram estados membros da Comunidade Britânica de Nações, logo tinham a monarca britânica como chefe de Estado cerimonial. 

## Últimos monarcas da África
| Estado                  | Monarca                 | Monarca             | Título                    | Nascimento              | Reinado                 | Reinado                                         | Motivos                                         | Morte                  | Brasão | Ref.          |
| ----------------------- | ----------------------- | ------------------- | ------------------------- | ----------------------- | ----------------------- | ----------------------------------------------- | ----------------------------------------------- | ---------------------- | ------ | ------------- |
| Burundi                 |                         | Ntare V             | Rei do Burundi            | 2 de dezembro de 1947   | 8 de julho de 1936      | 28 de novembro de 1966                          | Deposição                                       | 29 de abril de 1972    |        | [ 1 ] [ 2 ]   |
| Império Centro-Africano |                         | Bokassa I           | Imperador Centro-africano | 22 de fevereiro de 1921 | 4 de dezembro de 1976   | 20 de setembro de 1979                          | Deposição                                       | 3 de novembro de 1996  |        | [ 3 ] [ 4 ]   |
| Egito                   |                         | Fuade II            | Rei do Egito              | 16 de janeiro de 1952   | 26 de julho de 1952     | 18 de junho de 1953                             | Deposição                                       | Vivo                   |        | [ 5 ]         |
| Etiópia                 |                         | Haile Selassie      | Imperador da Etiópia      | 23 de julho de 1892     | 2 de novembro de 1930   | 12 de dezembro de 1974                          | Deposição                                       | 27 de agosto de 1975   |        | [ 6 ]         |
| Gâmbia                  |                         | Isabel II           | Rainha de Gâmbia          | 21 de abril de 1926     | 18 de fevereiro de 1965 | 24 de abril de 1970                             | Proclamação da República por meio de referendum | Viva                   |        | [ 7 ]         |
| Gana                    | Rainha do Gana          | Isabel II           | 6 de março de 1957        | 21 de abril de 1926     | 1 de julho de 1960      | Proclamação da República por meio de referendum |                                                 | Viva                   |        |               |
| Quênia                  | Rainha do Quênia        | Isabel II           | 12 de dezembro de 1963    | 21 de abril de 1926     | 12 de dezembro de 1964  | Proclamação da República                        |                                                 | Viva                   |        |               |
| Líbia                   |                         | Idris I             | Rei da Líbia              | 12 de março de 1889     | 24 de dezembro de 1951  | 1 de setembro de 1969                           | Deposição                                       | 25 de maio de 1983     |        | [ 8 ]         |
| Madagáscar              |                         | Ranavalona III      | Rainha de Madagascar      | 22 de novembro de 1883  | 30 de julho de 1883     | 28 de fevereiro de 1897                         | Deposição                                       | 23 de maio de 1917     |        |               |
| Malauí                  |                         | Isabel II           | Rainha do Malauí          | 21 de abril de 1926     | 6 de julho de 1964      | 6 de julho de 1966                              | Proclamação da República                        | Vivo                   |        |               |
| Maurícia                | Rainha de Maurícia      | Isabel II           | 12 de março de 1968       | 21 de abril de 1926     | 12 de março de 1992     | Proclamação da República                        |                                                 | Vivo                   |        |               |
| Nigéria                 | Rainha da Nigéria       | Isabel II           | 1 de janeiro de 1960      | 21 de abril de 1926     | 1 de outubro de 1963    | Proclamação da República                        |                                                 | Vivo                   |        |               |
| Rodésia                 | Rainha da Rodésia       | Isabel II           | 11 de novembro de 1965    | 21 de abril de 1926     | 2 de março de 1970      | Proclamação da República por meio de referendum |                                                 | Vivo                   | [ 9 ]  |               |
| Ruanda                  |                         | Kigeli V            | Rei de Ruanda             | 29 de junho de 1936     | 25 de julho de 1959     | 28 de janeiro de 1961                           | Proclamação da República por meio de referendum | 16 de outubro de 2016  |        | [ 10 ]        |
| Serra Leoa              |                         | Isabel II           | Rainha de Serra Leoa      | 21 de abril de 1926     | 27 de abril de 1961     | 19 de abril de 1971                             | Proclamação da República                        | Viva                   |        | [ 11 ] [ 12 ] |
| União Sul-Africana      | Rainha da África do Sul | Isabel II           | 6 de fevereiro de 1952    | 21 de abril de 1926     | 31 de março de 1961     | Proclamação da República por meio de referendum |                                                 | Viva                   |        |               |
| Tanganica               | Rainha de Tanganica     | Isabel II           | 9 de dezembro de 1961     | 21 de abril de 1926     | 9 de dezembro de 1962   | Proclamação da República                        |                                                 | Viva                   |        |               |
| Tunísia                 |                         | Muhammad VII        | Rei da Tunísia            | 4 de setembro de 1881   | 15 de março de 1943     | 25 de julho de 1957                             | Deposição                                       | 30 de setembro de 1962 |        | [ 13 ]        |
| Uganda                  |                         | Isabel II           | Rainha de Uganda          | 21 de abril de 1926     | 9 de outubro de 1962    | 9 de outubro de 1963                            | Proclamação da República                        | Viva                   |        | [ 14 ]        |
| Zanzibar                |                         | Janxide bin Abedala | Sultão de Zanzibar        | 16 de setembro de 1929  | 1 de julho de 1963      | 12 de janeiro de 1964                           | Deposição                                       | Vivo                   |        | [ 15 ] [ 16 ] |